# شاه يجاني (بشتكوه)
شاه يجاني (بالفارسية: شاهی‌جانی) هي قرية تقع في إيران في Poshtkuh Rural District. يقدر عدد سكانها بـ 209 نسمة بحسب إحصاء 2016.